# Borst vooruit
Borst vooruit is de tweede single van het album Kuma he van de meidengroep K3. De single kwam uit op 5 september 2005.
De hoogste positie in Nederland in de Single Top 100 was plaats nummer 10 en stond 9 weken in de Single Top 100. De hoogste positie in België in de Ultratop 50 was plaats nummer 13 en stond 6 weken in de Ultratop 50.

## Tracklist
| Nr. | Titel                         | Duur |
| --- | ----------------------------- | ---- |
| 1.  | Borst vooruit                 |      |
| 2.  | Borst vooruit (Instrumentaal) | 3:21 |

## Bonusmateriaal
| Nr. | Titel         | Duur en opmerkingen                                                                  |
| --- | ------------- | ------------------------------------------------------------------------------------ |
| 1   | Borst vooruit | 3:20. Het bonusmateriaal werkt alleen op de computer. Het is de originele videoclip. |

## Hitnoteringen
| Borst vooruit in de Nederlandse Top 40 - binnen: 8 oktober 2005 | Borst vooruit in de Nederlandse Top 40 - binnen: 8 oktober 2005 | Borst vooruit in de Nederlandse Top 40 - binnen: 8 oktober 2005 | Borst vooruit in de Nederlandse Top 40 - binnen: 8 oktober 2005 | Borst vooruit in de Nederlandse Top 40 - binnen: 8 oktober 2005 | Borst vooruit in de Nederlandse Top 40 - binnen: 8 oktober 2005 |
| Week                                                            | 1                                                               | 2                                                               | 3                                                               | 4                                                               |                                                                 |
| --------------------------------------------------------------- | --------------------------------------------------------------- | --------------------------------------------------------------- | --------------------------------------------------------------- | --------------------------------------------------------------- | --------------------------------------------------------------- |
| Nummer                                                          | 36                                                              | 32                                                              | 31                                                              | 35                                                              | uit                                                             |

Nederlandse Single Top 100
| Borst Vooruit in de Single Top 100 - binnen: 17-09-2005/Laatste Notering 12-11-2005 | Borst Vooruit in de Single Top 100 - binnen: 17-09-2005/Laatste Notering 12-11-2005 | Borst Vooruit in de Single Top 100 - binnen: 17-09-2005/Laatste Notering 12-11-2005 | Borst Vooruit in de Single Top 100 - binnen: 17-09-2005/Laatste Notering 12-11-2005 | Borst Vooruit in de Single Top 100 - binnen: 17-09-2005/Laatste Notering 12-11-2005 | Borst Vooruit in de Single Top 100 - binnen: 17-09-2005/Laatste Notering 12-11-2005 | Borst Vooruit in de Single Top 100 - binnen: 17-09-2005/Laatste Notering 12-11-2005 | Borst Vooruit in de Single Top 100 - binnen: 17-09-2005/Laatste Notering 12-11-2005 | Borst Vooruit in de Single Top 100 - binnen: 17-09-2005/Laatste Notering 12-11-2005 | Borst Vooruit in de Single Top 100 - binnen: 17-09-2005/Laatste Notering 12-11-2005 | Borst Vooruit in de Single Top 100 - binnen: 17-09-2005/Laatste Notering 12-11-2005 |
| Week                                                                                | 1                                                                                   | 2                                                                                   | 3                                                                                   | 4                                                                                   | 5                                                                                   | 6                                                                                   | 7                                                                                   | 8                                                                                   | 9                                                                                   |                                                                                     |
| ----------------------------------------------------------------------------------- | ----------------------------------------------------------------------------------- | ----------------------------------------------------------------------------------- | ----------------------------------------------------------------------------------- | ----------------------------------------------------------------------------------- | ----------------------------------------------------------------------------------- | ----------------------------------------------------------------------------------- | ----------------------------------------------------------------------------------- | ----------------------------------------------------------------------------------- | ----------------------------------------------------------------------------------- | ----------------------------------------------------------------------------------- |
| Nummer                                                                              | 14                                                                                  | 10                                                                                  | 19                                                                                  | 31                                                                                  | 34                                                                                  | 44                                                                                  | 48                                                                                  | 58                                                                                  | 88                                                                                  | uit                                                                                 |

Vlaamse Ultratop 50
| Borst Vooruit in de Ultratop 50 - binnen: 24-09-2005/Laatste Notering 29-10-2005 | Borst Vooruit in de Ultratop 50 - binnen: 24-09-2005/Laatste Notering 29-10-2005 | Borst Vooruit in de Ultratop 50 - binnen: 24-09-2005/Laatste Notering 29-10-2005 | Borst Vooruit in de Ultratop 50 - binnen: 24-09-2005/Laatste Notering 29-10-2005 | Borst Vooruit in de Ultratop 50 - binnen: 24-09-2005/Laatste Notering 29-10-2005 | Borst Vooruit in de Ultratop 50 - binnen: 24-09-2005/Laatste Notering 29-10-2005 | Borst Vooruit in de Ultratop 50 - binnen: 24-09-2005/Laatste Notering 29-10-2005 | Borst Vooruit in de Ultratop 50 - binnen: 24-09-2005/Laatste Notering 29-10-2005 |
| Week                                                                             | 1                                                                                | 2                                                                                | 3                                                                                | 4                                                                                | 5                                                                                | 6                                                                                |                                                                                  |
| -------------------------------------------------------------------------------- | -------------------------------------------------------------------------------- | -------------------------------------------------------------------------------- | -------------------------------------------------------------------------------- | -------------------------------------------------------------------------------- | -------------------------------------------------------------------------------- | -------------------------------------------------------------------------------- | -------------------------------------------------------------------------------- |
| Nummer                                                                           | 29                                                                               | 13                                                                               | 24                                                                               | 31                                                                               | 33                                                                               | 47                                                                               | uit                                                                              |